# Esperantologia
Esperantologia é a uma especial ciência lingüística do esperanto, ela se ocupa da construção de palavras, montagem de textos e da transcrição de terminologias internacionais e nomes próprios. O princípio esperantológico da construção de palavras segue o princípio da necessidade e da suficiência que postulam um equilíbrio entre a concisão e a clareza da palavra.
A esperantologia define esses princípios quanto às raízes das palavras:
- O princípio da internacionalidade.
- O princípio da analogia com outros elementos da linguagem.
- O princípio da economia vocabular.
- O princípio da eufonia.

## Literatura
- Wüster: Esperantologiaj principoj (E-Germana Vortaro). Neergard: Fremdvortoj en E. Tie oni trovas ankaŭ bibliografian liston. KALOCSAY.
- Welger: Germanlingva studo pri la starigo, prioritatigo kaj interagado de planlingvaj kvalitokriterioj en la verkaro de Zamenhof.